# Club Atlético Colón
O Club Atlético Colón é um clube argentino de futebol. Sua sede fica na cidade de Santa Fé, capital da Província de Santa Fé. A equipe atualmente disputa a Primera División Argentina.

## História
O clube foi fundado em 1905 e seu estádio foi inaugurado em 1946. Na década de 60, conquistou diversas vitórias importantes em amistosos disputados no seu estádio. O Colón venceu nessas partidas várias equipes fortes do futebol sul-americano, como o Peñarol, Santos, Millonarios, Boca Juniors e inclusive, a Seleção Argentina de Futebol. Após esses jogos, seu estádio passou a ser conhecido como o Cemitério dos Elefantes.
Desde a década de 70, o clube disputa a Primeira Divisão do Campeonato Argentino de Futebol, tendo caído uma única vez em 1981 e regressou para a elite em 1995, se mantendo nela até o presente momento.
Em 2010, o clube disputou a fase preliminar da Copa Libertadores da América, onde foi eliminado pela Universidad Católica, do Chile. Já em 2018, enfrentou o São Paulo pela segunda fase da Copa Sul-Americana, onde o clube argentino, fora de casa, venceu a equipe brasileira pelo placar de 1x0.
Colón e Racing são os únicos times argentinos que já derrotaram o São Paulo Futebol Clube dentro do Estádio do Morumbi, sendo o feito do Colón mais significante por tê-lo realizado com presença de público.
Em 2019, obteve sua maior façanha a nível continental, quando conseguiu chegar na final da Copa Sul-Americana, onde acabou sendo derrotado pelo Independiente del Valle por 3x1.
No ano de 2021, conquistou o título mais importante de sua história ao vencer pela primeira vez a Copa da Liga Profissional. Na ocasião, derrotou o Racing na final pelo placar de 3x0.

## Rivalidades
Seu maior rival é Club Atlético Unión, também de Santa Fé. Os dois clubes fazem o chamado Clássico Santafesino. Também possui rivalidade com o Newell´s Old Boys e o Rosário Central, clubes da cidade vizinha, Rosário.

## Torcida
Seus torcedores são apelidados de "Sabaleros" ou "Colonistas". Em uma pesquisa sobre o tamanho das torcidas da Argentina, publicada pela revista El Gráfico, em setembro de 1998, Colón detinha tinha 2%, ou 692.000 torcedores, a nona maior torcida do país. Essa mesma pesquisa indicava que em Santa Fé, 57% dos entrevistados diziam torcer pelo Colón, 33% para o Unión e 10% para outros clubes.

### Amizades
A torcida do Colón possui parceria com as torcidas do Huracán e do Lanús. Mas de longe a sua maior amizade no futebol argentino é com a torcida do Chaco For Ever de Resistência.

### Organizadas (barras)
- Kumbantes Del Colón
- F.E.D.E. Colónense

## Títulos
| Nacionais | Nacionais               | Nacionais | Nacionais  |
|           | Competição              | Títulos   | Temporadas |
| --------- | ----------------------- | --------- | ---------- |
|           | Copa da Liga Argentina  | 1         | 2021       |
|           | Primera B Metropolitana | 1         | 1965       |
| Regionais |                         |           |            |
|           | Competição              | Títulos   | Temporadas |
|           | Copa Ciudad de Santa Fé | 1         | 2006       |

### Campanhas de Destaque
- Primera División Argentina - Segundo Lugar 1996–97 Clausura

- Copa Libertadores da América - Quartas de finais 1998 (sendo eliminado pelo River Plate)

- Copa Conmebol - Terceiro lugar 1997
- Copa Sul-Americana - Segundo lugar 2019